# 타미리스 모르포나비
타미리스 모르포나비 (영어: Thamyris morpho)는 파라과이와 브라질 (산타카타리나주, 마투그로수주, 상파울루주, 히우그란지두술주) 등지에서 서식하는 신열대구의 나비다.
여러 아종들이 발견되어 있다.

## 어원
타미리스 모르포나비의 이름 타미리스는 그리스 신화인 일리아스에 등장하는 가수로 자신의 실력이 뮤즈들의 뛰어넘을것이라 자랑하던 인물이다.

## 분류
타미리스 모르포나비는 Morpho portis의 아종으로 분류되기도 한다. (Hübner, [1821])